# مدرج البتراء
مسرح البتراء أو المدرج النبطي، وهو مُدرّج أثري محفور بالصخر جزئيًا، ويعود تأريخهُ إلى حضارة الأنباط في الأردن، وتحديدًا في القرن الأول للميلاد. ويقع المسرح في المحمية الأثرية بمدينة البتراء في جنوب الأردن، ويُعد من أكبر مبانيها. وقد قام الرومان بعد احتلالهم لمدينة البتراء عام 106 م، بإضافة جزء جديد على مبنى المسرح.

## التاريخ

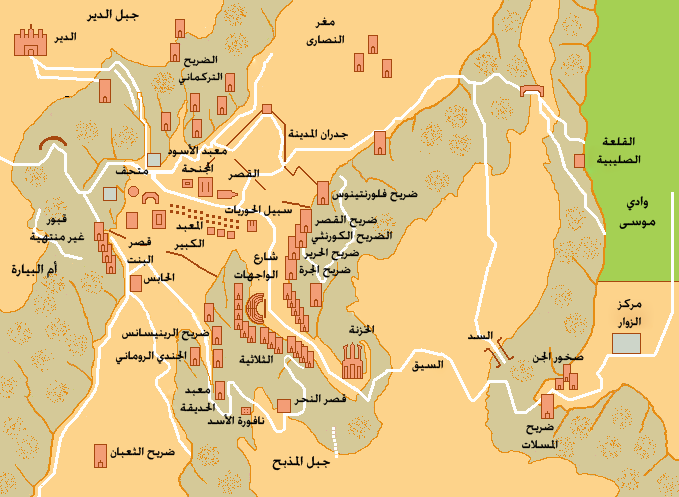
خريطة مدينة البتراء الأثرية، حيث يقع المدرج.

بُني المدرج النبطي في مدينة البتراء خلال حكم الملك الحارث الرابع في الجزء الأول من القرن الأول الميلادي، بمناسبةِ زواجهِ من زوجته الثانية شقليه. حيث دل على ذلك قطع العملة النقدية التي سكت بهذه المناسبة والتي عثر عليها في المدرج اثناء التنقيبات الأثرية. وبعد أن احتل الرومان مملكة الأنباط عام 106 م، اُضيفت بعض التحسينات عليه، لكنه تأثر كباقي أجزاء المدينة بالهزة الأرضية التي حدثت عام 363 م، والتي أدت إلى تصدع بعض أجزائه.

## التصميم
تم تصميم مبنى المدرج على شكل نصف دائرة بقطر 95 مترا، وبارتفاع 23 مترا. وهو منحوت في الصخر باستثناء الجزء الأمامي منه فهو مبني. ويستوعب المسرح من 7 - 10 الآف مشاهد، كما تتكون مقاعد المشاهدين من 45 صفا من المقاعد المقسمة أفقياً إلى ثلاثة أقسام، الأسفل 11 صفا والأوسط 34 صفا والعلوي 10 صفوف، وهي مقسمة أيضاً من خلال الأدراج الخمسة إلى ستة أجزاء، ويوجد فوق المدرجات قطع صخري مقطوع من بعض المدافن السابقة لمبنى المسرح.
تم قطع ساحة الاوركسترا بالصخر، كما أن الممران الجانبيان للساحة مقطوعان أيضًا في الصخر ومسقفان بالحجارة على شكل عقد، أما الجدار الخلفي للمسرح فيتكون بالأصل من 3 طوابق ومزين بالكوات والأعمدة وواجهتهُ مغطاة بالألواحِ الرخامية.

## صور

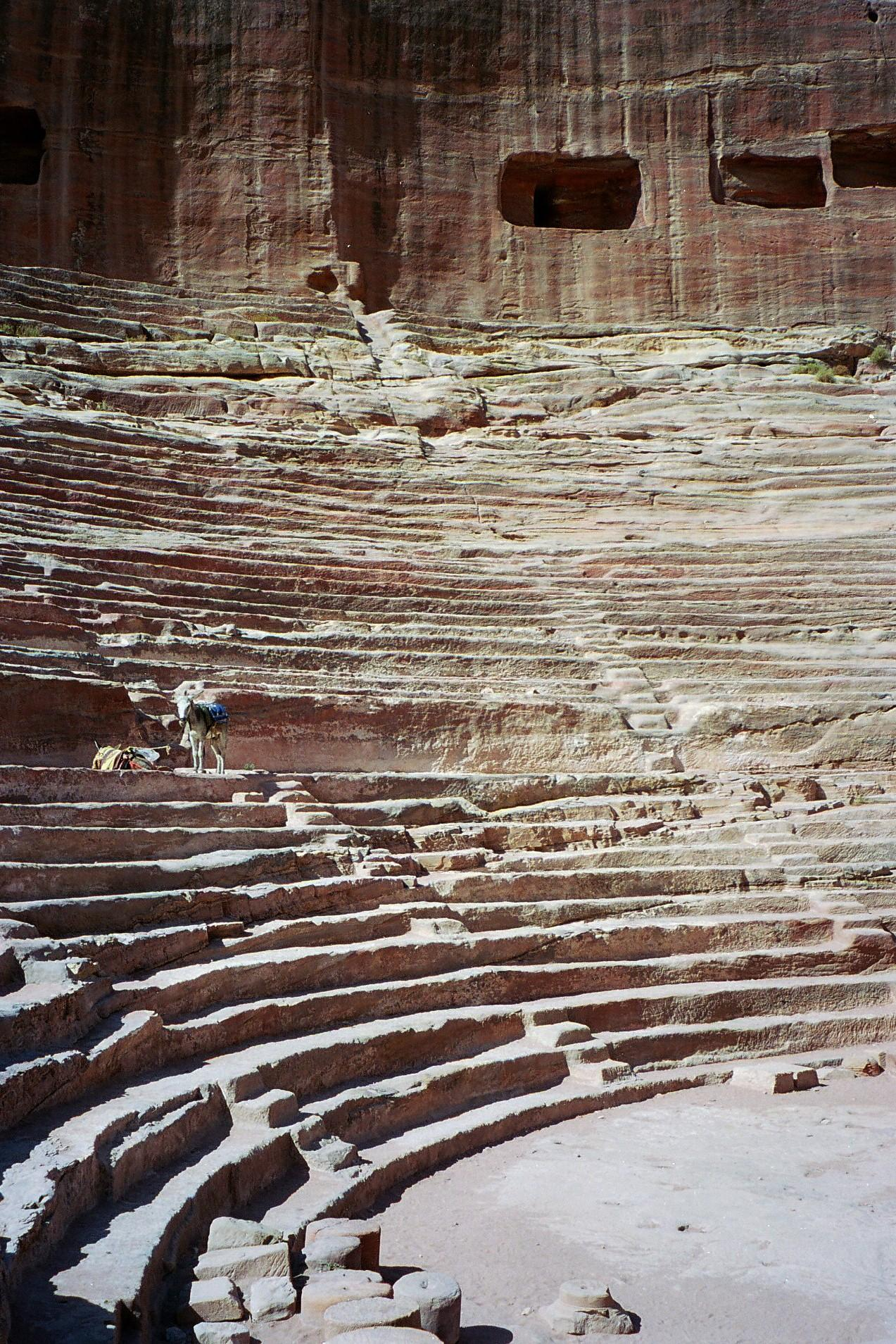
من داخل المدرج

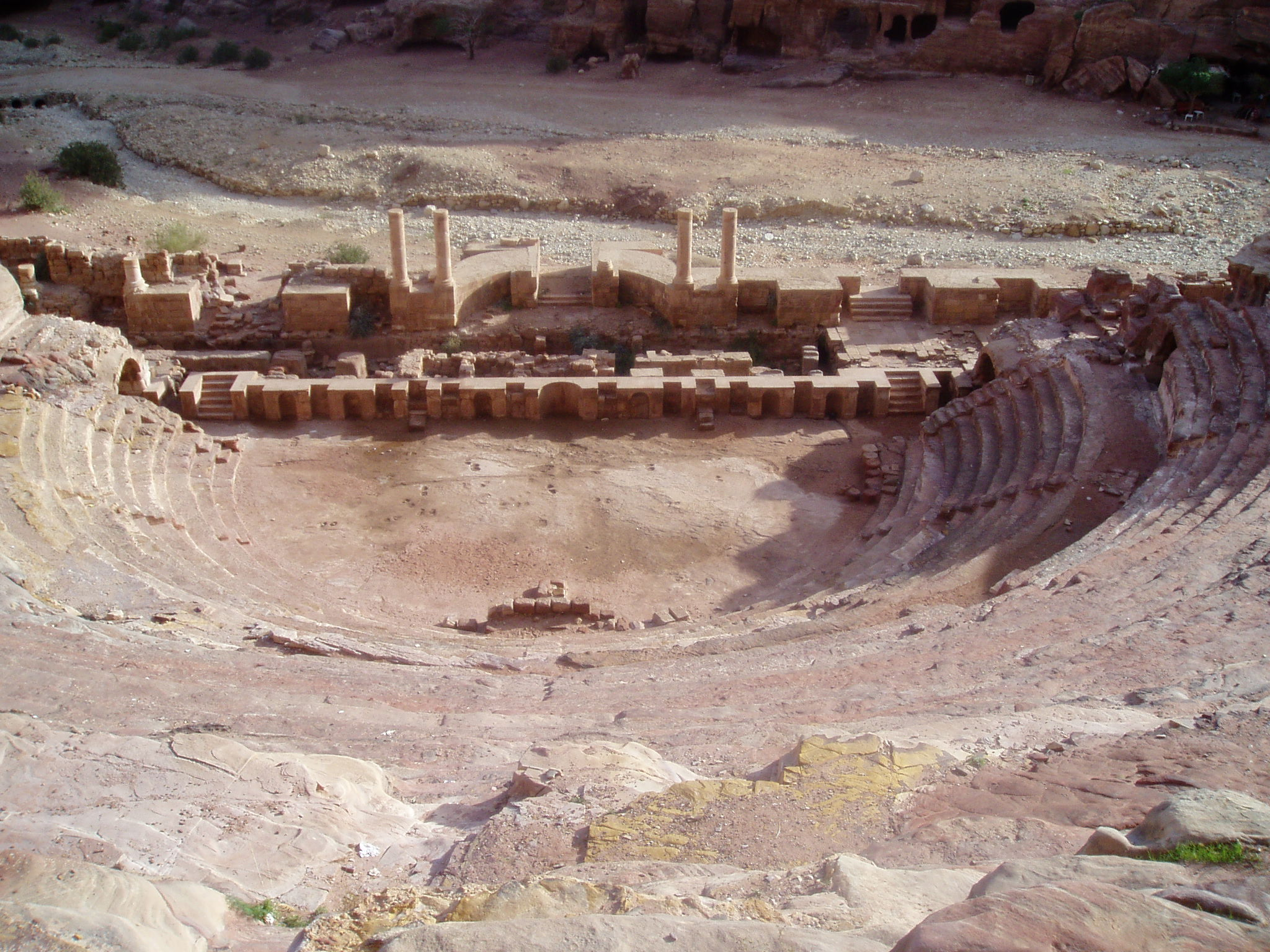
المنظر من أعلى المدرج
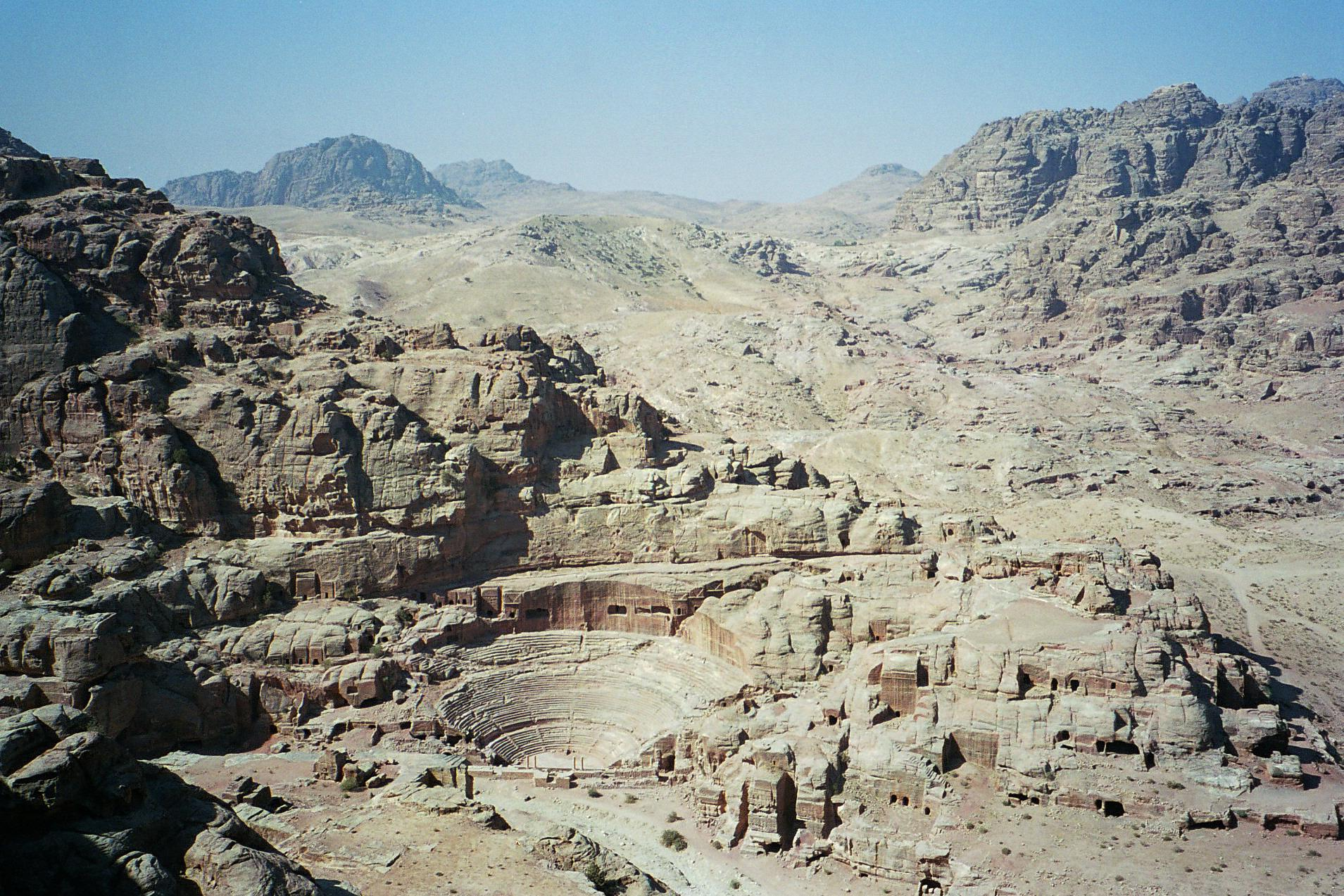
المدرج من الجبال المحيطة
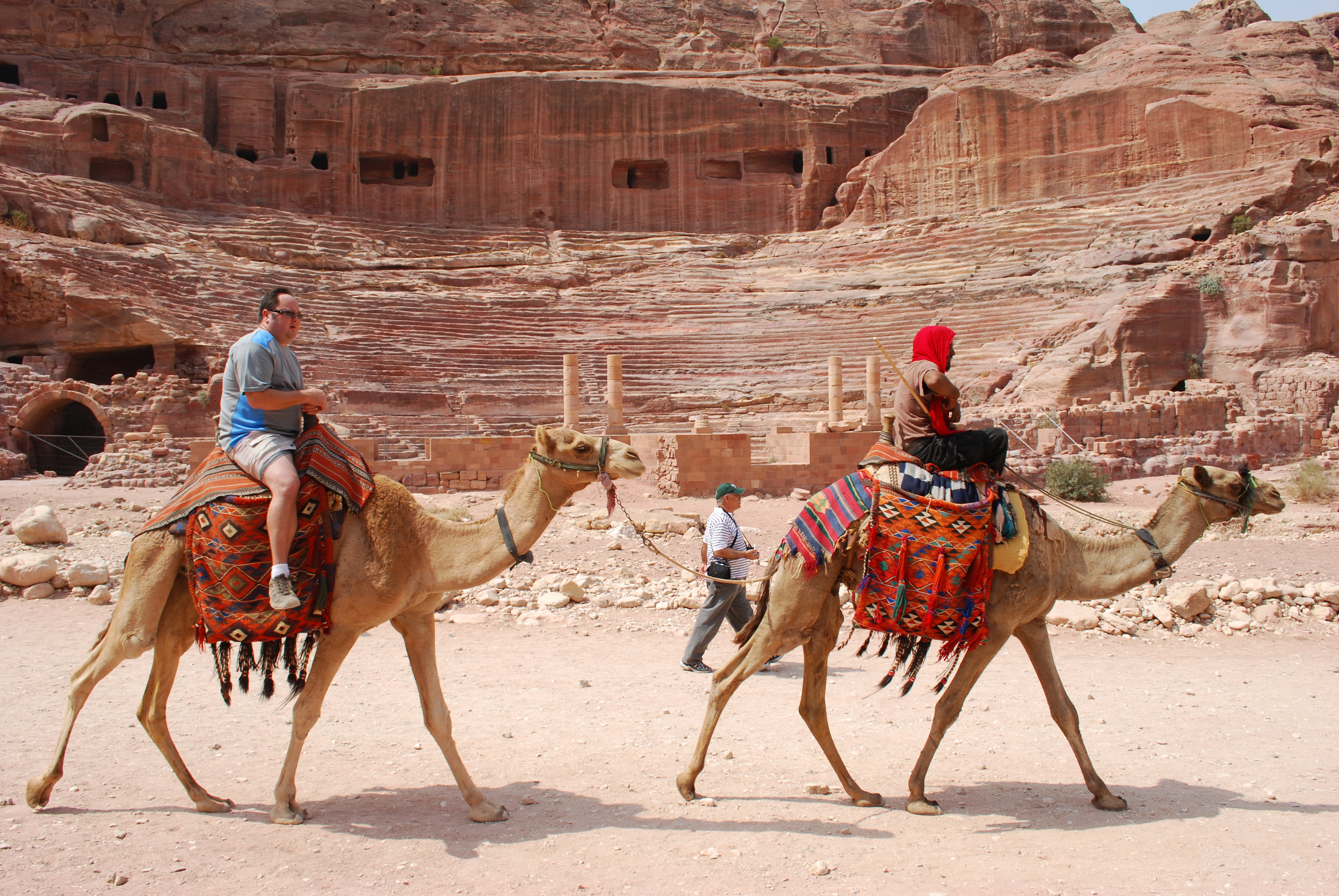
واجهة المدرج
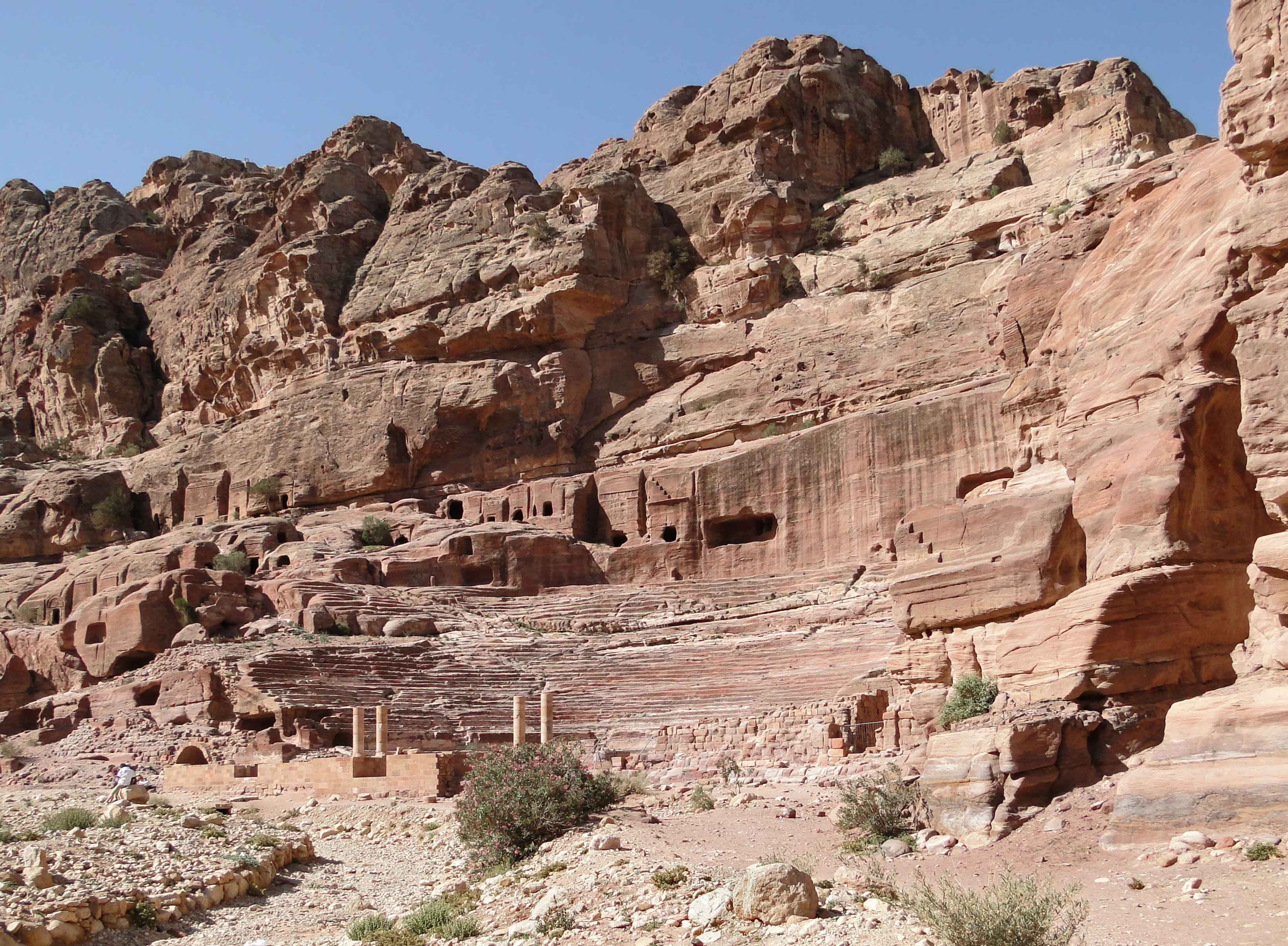
الجزء المنحوت في الجبال
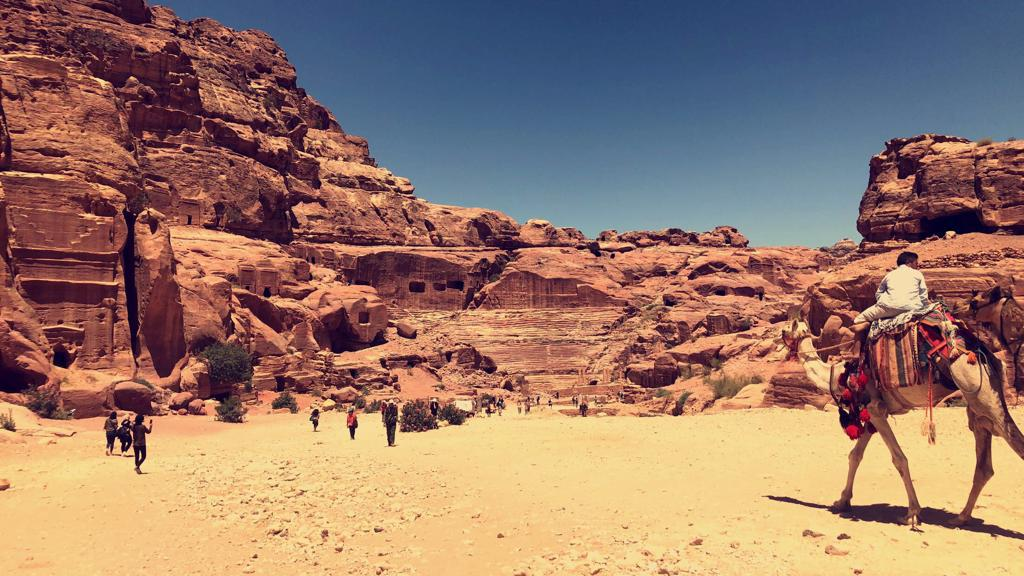
المدرج من بعيد

## وصلات خارجية
- فيديو عن تاريخ بناء المدرج النبطي في البتراء
- تقرير عن البتراء - الخزنة والمدرج